# Fritz Maurischat
Artur Georg Fritz Maurischat (* 27. April 1893 in Berlin; † 11. Dezember 1986 in Wiesbaden) war ein deutscher Szenenbildner.

## Leben
Fritz Maurischat erhielt 1907 bis 1910 bei der Berliner Firma Nikolai, Janowitz & Co. eine Ausbildung zum Bühnenmaler. 1910 bis 1914 arbeitete er an Dresdner Bühnen. Während des Ersten Weltkrieges diente er als Soldat und war zuletzt Unteroffizier.
Nach dem Krieg fand er eine Anstellung als Ausstattungsberater der Warenhauskette Hermann Tietz. Ab 1922 war er für den Film tätig, indem er die Entwürfe von arrivierten Szenenbildnern ausführte. Ab 1926 war er selbst für die Gestaltung verantwortlich, doch wirkte Maurischat häufig mit anderen Filmarchitekten zusammen. Daneben schuf er die Dekorationen für das Varietétheater „Die Gondel“ in Berlin.
Als kompetenter Fachmann wurde er von den verschiedensten Produzenten eingesetzt, er kooperierte mit Regisseuren wie Frank Wysbar, Luis Trenker, Detlef Sierck und Herbert Selpin. Im anti-britischen Propagandafilm Titanic setzte der tricktechnisch versierte Maurischat wirkungsvoll den Untergang des Riesenschiffes in Szene.
Nach Kriegsende handelte er eine Zeitlang mit Altstoffen für den Wiederaufbau, bis er ab 1948 zum Film zurückkehren konnte. Auch für das Theater in der Josefstadt und das Renaissance-Theater betätigte er sich als Bühnenbildner. Seit 1920 war er mit Anna Lilienthal verheiratet.

## Auszeichnungen
- 1938: Medaille für künstlerische Gesamtgestaltung bei den Internationalen Filmfestspielen von Venedig für Fahrendes Volk
- 1954: Oscar-Nominierung (Bestes Szenenbild) für Martin Luther
- 1970: Filmband in Gold für langjähriges und hervorragendes Wirken im deutschen Film

## Filmografie
- 1924: Die Liebesbriefe der Baronin von S…
- 1925: Die Frau von vierzig Jahren
- 1925: Der Kampf gegen Berlin
- 1926: Die keusche Susanne
- 1926: Die Wiskottens
- 1926: Eine Dubarry von heute
- 1927: Klettermaxe
- 1927: Der Zigeunerbaron
- 1927: Die Czardasfürstin
- 1927: Am Rande der Welt
- 1927: Die weiße Spinne
- 1927: Svengali
- 1927: Bigamie
- 1927: Das tanzende Wien
- 1927: Der Geisterzug
- 1927: Die Liebe der Jeanne Ney
- 1927: Die Stadt der tausend Freuden
- 1927: Die Sandgräfin
- 1927/28: Königin Luise (2 Teile)
- 1928: Die Sache mit Schnorrsiegel
- 1928: Haus Nr. 17
- 1928: Geschlecht in Fesseln
- 1928: Die Republik der Backfische
- 1929: Die Mitternachts-Taxe
- 1929: Großstadtschmetterling
- 1929: Durchs Brandenburger Tor
- 1929: Autobus Nr. 2
- 1929: Narkose
- 1929: Das Schiff der verlorenen Menschen
- 1929: Jenseits der Straße
- 1929: Jennys Bummel durch die Männer
- 1929: Sprengbagger 1010
- 1929: Ludwig der Zweite, König von Bayern
- 1930: Masken
- 1930: Vagabund
- 1931: Salto Mortale
- 1931: Mädchen in Uniform
- 1931: Die Nacht ohne Pause
- 1932: Im Bann des Eulenspiegels
- 1932: Spuk am Rhein (Kurz-Animationsfilm)
- 1932: Der Rebell
- 1933: SOS Eisberg
- 1933: Nordpol – Ahoi!
- 1933: Anna und Elisabeth
- 1933: Kleines Mädel – großes Glück
- 1933: Der Page vom Dalmasse-Hotel
- 1933: Die Stimme der Liebe
- 1933: Ein Mädel wirbelt durch die Welt
- 1934: Selbst ist der Mann (Kurzspielfilm)
- 1934: Ein schwerer Junge (Kurzspielfilm)
- 1934: Der verlorene Sohn
- 1934: Lockvogel
- 1934: Ein Kind, ein Hund, ein Vagabund
- 1935: Der alte und der junge König
- 1935: Der Dämon des Himalaya
- 1935: Nacht der Verwandlung
- 1935: Vergiß mein nicht (auch Co-Regie)
- 1935: Wenn die Musik nicht wär’
- 1936: Martha
- 1936: Familienparade
- 1936: Der Bettelstudent
- 1936: Das Hofkonzert
- 1936: Drei Mäderl um Schubert
- 1937: Ball im Metropol
- 1937: Die Austernlili
- 1937: Die unentschuldigte Stunde
- 1937: Zu neuen Ufern
- 1938: Fahrendes Volk
- 1938: Schwarzfahrt ins Glück
- 1938: Liebesbriefe aus dem Engadin
- 1938: Sergeant Berry
- 1939: Ich verweigere die Aussage
- 1939: Salonwagen E 417
- 1939: Die Reise nach Tilsit
- 1939: Wir tanzen um die Welt
- 1940: Ein Mann auf Abwegen
- 1940: Trenck, der Pandur
- 1941: Carl Peters
- 1941: Ich klage an
- 1942: Geheimakte W.B. 1
- 1943: Titanic
- 1944: Der Verteidiger hat das Wort
- 1944: Die Degenhardts
- 1944: Solistin Anna Alt
- 1944/52: Das Mädchen Juanita
- 1945: Dr. phil. Döderlein (unvollendet)
- 1949: Verführte Hände
- 1949: Der Ruf
- 1949: Die seltsame Geschichte des Brandner Kaspar
- 1950: Wenn eine Frau liebt
- 1950: Die Treppe
- 1950: Hochzeitsnacht im Paradies
- 1951: So ein Theater! (Gangsterpremiere)
- 1951: Die Frauen des Herrn S.
- 1951: Heidelberger Romanze
- 1952: Das letzte Rezept
- 1952: Des Teufels Erbe
- 1953: Käpt’n Bay-Bay
- 1953: Martin Luther
- 1953: Liebeserwachen
- 1953: Einmal kehr ich wieder…
- 1953: Jonny rettet Nebrador
- 1954: Der Mann meines Lebens
- 1954: Rosen aus dem Süden
- 1954: Rittmeister Wronski
- 1955: Ein Mann vergißt die Liebe
- 1955: Rosenmontag
- 1955: Dunja
- 1956: Waldwinter
- 1956: Ohne Dich wird es Nacht
- 1956: Anastasia, die letzte Zarentochter
- 1957: Wie ein Sturmwind
- 1957: Die letzte Station (Fernsehfilm)
- 1958: Stefanie
- 1959: Serenade einer großen Liebe
- 1959: Die ideale Frau
- 1960: Geheimakte M (Man on a String)
- 1960: Liebling der Götter
- 1960: Die Botschafterin
- 1961: Wie einst im Mai (Fernsehfilm)
- 1962: Unsere Jenny (Fernsehfilm)
- 1962: Das Vergnügen, anständig zu sein (Fernsehfilm)